# Marcelo Brozović
Marcelo Brozović (født 16. november 1992 i Zagreb, Kroatien), er en kroatisk fodboldspiller. Brozović spiller for klubben Al-Nassr i den saudiarabiske liga Saudi Pro League. Klubben er i Riyadh, Saudi-Arabien

## Klubkarriere
Brozović startede sin karriere i hjemlandet, hvor han blandt andet var med til at vinde to kroatiske mesterskaber med Dinamo Zagreb. I januar 2015 skiftede han til Inter i Italien.
Al-Nassr
I juli 2023 skrev Brozović en kontrakt med den saudiarabiske klub Al-Nassr på en 3 år lang aftale til juni 2026.

## Landshold
Brozovićdebuterede for Kroatiens landshold 6. juni 2014 i en venskabskamp mod Australien. Få dage senere var han med i åbningskampen ved VM 2014 i Brasilien. Han var også i truppen til EM 2016 i Frankrig, VM 2018 i Rusland og VM 2022 i Qatar.